# Molophilus (Molophilus) paraguayanus
Molophilus (Molophilus) paraguayanus is een tweevleugelige uit de familie steltmuggen (Limoniidae). De soort komt voor in het Neotropisch gebied.